# Nymphon chaetochir
Nymphon chaetochir är en havsspindelart som beskrevs av Utinomi, H. 1971. Nymphon chaetochir ingår i släktet Nymphon och familjen Nymphonidae. Inga underarter finns listade i Catalogue of Life.